# Монастырь во имя новомучеников и исповедников Церкви Русской
Монастырь во имя новомучеников и исповедников Церкви Русской, или Монастырь Новомучеников Российских — мужской монастырь Алапаевской епархии Русской православной церкви в Свердловской области в 18 км от города Алапаевска возле рудника Нижняя Селимская.
Основан в 1995 году на месте гибели алапаевских мучеников — членов дома Романовых и близких к ним людей. Они были убиты большевиками в 1918 году — сброшены в одну из шахт рудника Нижняя Селимская и закиданы гранатами — на следующий день после расстрела царской семьи.